# Comitatul Carroll, Tennessee
Comitatul Carroll, conform originalului din limba engleză, Carroll County (cod FIPS 47 - 017 Arhivat în 14 iulie 2011, la Wayback Machine.), este unul din cele 94 de comitate ale statului Tennessee, Statele Unite ale Americii. Conform recensământului Statelor Unite Census 2000, efectuat de United States Census Bureau, populația totală era de 29.475 de locuitori. Sediul comitatului este orașul Huntingdon. GR6.
Carroll County este situat la 60 km nord de Kentucky.

## Geografie

### Comitatele adiacente
| Nord-Vest -- Weakley, TN | Nord --              | Nord-Est -- Henry, TN  |
| Vest -- Gibson, TN       | Carroll              | Est - Benton, TN       |
| Sud-Vest -- Madison, TN  | Sud -- Henderson, TN | Sud-Est -- Decatur, TN |

## Demografie
|  | Graficele sunt indisponibile din cauza unor probleme tehnice. Mai multe informații se găsesc la Phabricator și la wiki-ul MediaWiki. |

Date: Wikidata - grafică realizată de Wikipedia